# Märsta
Märsta er et byområde i Sigtuna kommun i Stockholms län i Sverige. I 2010 var indbyggertallet 24.068.